# Чернышов, Владислав Геннадьевич
Владисла́в Генна́дьевич Чернышо́в (род. 16 марта 1981, Фрунзе) — киргизско-казахстанский футболист. Играл за сборную Казахстана.

## Карьера

### Клубная
Воспитанник бишкекского футбола. Первые тренеры — А. Г. Сухачев, З. И. Валиев. Профессиональную карьеру начал в 1998 году в клубе «Динамо» из Бишкека. В 2001 перешёл в команду «Алга». С 2003 года играл в составе казахстанского клуба «Иртыш», став рекордсменом команды по количеству проведённых игр чемпионата страны (262 матча).
В 2016 году перешёл в пляжный футбол.

### В сборной
До 2002 года был игроком Олимпийской сборной Кыргызстана. 9 февраля 2011 года дебютировал в национальной сборной Казахстана в товарищеской встрече против сборной Беларуси, которая завершилась вничью 1:1.

#### Матчи и голы за сборную Казахстана
| Матчи и голы Владислава Чернышова за сборную Казахстана | Матчи и голы Владислава Чернышова за сборную Казахстана | Матчи и голы Владислава Чернышова за сборную Казахстана | Матчи и голы Владислава Чернышова за сборную Казахстана | Матчи и голы Владислава Чернышова за сборную Казахстана | Матчи и голы Владислава Чернышова за сборную Казахстана |
| №                                                       | Дата                                                    | Соперник                                                | Счёт                                                    | Голы                                                    | Соревнование                                            |
| ------------------------------------------------------- | ------------------------------------------------------- | ------------------------------------------------------- | ------------------------------------------------------- | ------------------------------------------------------- | ------------------------------------------------------- |
| 1                                                       | 9 февраля 2011                                          | Беларусь                                                | 1:1                                                     | —                                                       | Товарищеский матч                                       |
| 2                                                       | 26 марта 2011                                           | Германия                                                | 0:4                                                     | —                                                       | Отборочные матчи ЧЕ-2012                                |

Итого: 2 матча / 0 голов; 0 побед, 1 ничья, 1 поражение.

## Достижения

### Командные
Большой футбол
- Чемпион Кыргызстана: 1998, 1999, 2002
- Серебряный призёр чемпионата Кыргызстана: 2000
- Обладатель Кубка Кыргызстана: 2002
- Чемпион Казахстана: 2003
- Серебряный призёр чемпионата Казахстана: 2004, 2012
- Бронзовый призёр чемпионата Казахстана: 2008, 2010

Пляжный футбол
- Чемпион Казахстана: 2016
- Обладатель Кубка Казахстана: 2016